# Wiktor Schascherin
Wiktor Wladimirowitsch Schascherin (kasachisch Виктор Владимирович Шашерин; * 23. Juli 1962 in Alma-Ata, Kasachische SSR) ist ein ehemaliger sowjetischer Eisschnellläufer kasachischer Herkunft. Er stellte zwischen 1983 und 1986 vier Weltrekorde auf, nahm 1984 an den Olympischen Winterspielen in Sarajevo teil und gewann 1986 eine Bronzemedaille bei der Mehrkampfweltmeisterschaft.

## Werdegang
Schascherin begann als Kind mit dem Eisschnelllauf und trainierte auf der Bahn in Medeo. Sein erster Trainer Gennadi Tschugalski erinnerte sich später an den aus einer armen Familie stammenden Jungen als disziplinierten und hartnäckigen Schüler. Ab seiner Jugend trat Schascherin erfolgreich für den Verein Spartak bei Verbandswettkämpfen an. 1980 wurde er in die Nachwuchsmannschaft der Sowjetunion aufgenommen. Er belegte 1981 den fünften Rang bei der Juniorenweltmeisterschaft und stieg ein Jahr später in das Nationalteam der Erwachsenen auf. Während dieser Jahre zog er nach Moskau und wechselte von Spartak zu Dynamo.
In den 1980er-Jahren gehörte Schascherin zu den führenden sowjetischen Eisschnellläufern und erreichte regelmäßig vordere Ergebnisse bei nationalen und internationalen Meisterschaften. Er wurde 1986 und 1988 sowjetischer Meister und gewann 1982 Bronze sowie 1984 Silber bei den nationalen Titelkämpfen. Bei den Olympischen Winterspielen 1984 in Sarajevo belegte er die Plätze sechs (über 1000 Meter) und acht (über 1500 Meter), jeweils bei Siegen des Kanadiers Gaétan Boucher. Seine einzige internationale Medaille gewann Schascherin bei der Mehrkampfweltmeisterschaft 1986, wo er hinter Hein Vergeer aus den Niederlanden und seinem Teamkollegen Oleg Boschjew Bronze holte. Im Januar 1987 entschied er in Davos ein Weltcuprennen über 1500 Meter für sich und feierte damit den einzigen Weltcupsieg seiner Karriere. Nach schwachen Leistungen bei den nationalen Auswahlrennen für die Olympischen Winterspiele 1988 fand Schascherin keine Berücksichtigung im sowjetischen Olympiakader. Bis Anfang der 1990er-Jahre bestritt er noch Wettbewerbe, verlor aber nach Aussage seines Trainers Tschugalski zunehmend die Motivation zum Training. Nach dem Ende seiner aktiven Karriere arbeitete er vorübergehend als Trainer, ehe er 1994 mit seiner Frau und seinem Sohn in die Vereinigten Staaten auswanderte.

## Persönliche Bestzeiten
Schascherin lief alle seine persönlichen Rekorde auf seiner Heimbahn in Medeo zwischen 1982 und 1989. Von März 1983 bis Februar 1987 hielt er nahezu durchgehend – unterbrochen von Andrei Bobrow im Winter 1983/84 – die Spitzenposition im Adelskalender.
| Distanz  | Zeit         | Datum             | Ort   |
| -------- | ------------ | ----------------- | ----- |
| 500 m    | 37,59 s      | 17. März 1984     | Medeo |
| 1000 m   | 1:13,83 min  | 18. März 1982     | Medeo |
| 1500 m   | 1:52,29 min  | 23. Dezember 1989 | Medeo |
| 3000 m   | 4:00,30 min  | 31. Dezember 1984 | Medeo |
| 5000 m   | 6:49,15 min  | 23. März 1984     | Medeo |
| 10 000 m | 14:25,29 min | 1. April 1982     | Medeo |

## Weltrekorde
Zwischen 1983 und 1986 verbesserte Schascherin vier Weltrekorde: Im März 1983 übertraf er auf seiner Heimbahn in Medeo die vier Jahre zuvor von Eric Heiden aufgestellte Bestmarke im Großen Mehrkampf um knapp anderthalb Punkte. Ein Jahr später verbesserte er seinen eigenen Mehrkampfrekord an gleicher Stelle erneut und lief im Rahmen des Wettbewerbs auch einen 5000-Meter-Weltrekord. Seinen vierten Weltrekord lief Schascherin über 3000 Meter im Januar 1986 in Davos.
| Nr. | Disziplin        | Zeit/Punkte     | Datum         | Ort   | Bestand              | Nachfolger         |
| --- | ---------------- | --------------- | ------------- | ----- | -------------------- | ------------------ |
| 1   | Großer Mehrkampf | 161,650 Punkte  | 26. März 1983 | Medeo | 364 Tage             | Wiktor Schascherin |
| 2   | 5000 Meter       | 6:49,15 Minuten | 23. März 1984 | Medeo | 2 Jahre und 328 Tage | Leo Visser         |
| 5   | Großer Mehrkampf | 160,807 Punkte  | 24. März 1984 | Medeo | 2 Jahre und 328 Tage | Nikolai Guljajew   |
| 6   | 3000 Meter       | 4:03,22 Minuten | 18. Jan. 1986 | Davos | 1 Jahr und 60 Tage   | Leo Visser         |